# Creighton Abrams
Creighton Williams Abrams Jr., född 15 september 1914 i Springfield, Massachusetts, död 4 september 1974 i Washington, D.C., var en amerikansk general som 1968 - 1972 ledde USA:s armé i Vietnamkriget. Han var därefter USA:s arméstabschef fram till sin död.
Abrams fick sin officersfullmakt vid West Point 1936. Han deltog i andra världskriget i pansartrupperna som framgångsrik och aggressiv chef för 37:e pansarbataljonen i Pattons 3:e armé. Efter kriget fortsatte Abrams att avancera i graderna. Han deltog i Koreakriget. 1967 utsågs han till biträdande chef under William Westmoreland för de amerikanska arméstyrkorna i Vietnam. Efter Tet-offensiven 1968 övertog Abrams befälet. Han ändrade den amerikanska taktiken till aggressiv patrullverksamhet med små enheter. Tanken var att detta skulle underlätta överlämnandet av ansvaret till sydvietnamesiska trupper. President Lyndon Johnson hade nämligen beslutat att dra ner på de amerikanska marktrupperna. Under Abrams tid som chef minskade styrkan från 535,000 man i december 1968 till 30,000 man i slutet av 1972. Abrams stödde interventionen i Kambodja 1970 och planerade attacken på södra Laos (Operation Lam Son 719). Han fick också hantera problemet med Son My-massakern som utförts före hans tillträde.
1972 lämnade Abrams Vietnam då han utsågs till arméstabschef, vilket han var fram till sin död. Creighton Abrams är begravd på Arlingtonkyrkogården. Som en hyllning är stridsvagnen M1 Abrams är uppkallad efter Creighton Abrams.